# Robert Paynel
Robert de Paynel, mort  le 23 février 1366, est un prélat français du XIVe siècle. Il fait partie de la famille noble de Paynel.

## Biographie
Robert Paynel est issu de la famille Paynel originaire de Normandie alliée aux Penthièvre par le mariage de Guillaume Paynel avec Marguerite d'Avaugour, la grand-tante de Jeanne de Penthièvre. Il sera le confesseur de Charles de Blois et son épiscopat est troublé par les guerres de Charles de Blois et de Monfort. Il est chanoine du chapitre d'Orléans lorsqu'il postule en vain à la fonction de coadjuteur du vieil évêque de Dol Henri.
le pape le nomme évêque de Tréguier le 15 mai 1353. Innocent VI le transfère le 19 novembre 1354  à  Nantes et lui donne comme successeur Hugues de Montrelais .